# Поляков, Юрий Фёдорович (политик)
Ю́рий Фёдорович Поляко́в (род. 10 июня 1957 года) — российский региональный политик.
Глава муниципального образования город-курорт Анапа с 24 октября 2017 года по 21 июля 2020 года.

## Биография
Окончил Заочный институт советской торговли, экономист.
В политике с 2007 года.
В 2007—2008 годах глава администрации Благовещенского сельского округа.
С 2008 года по апрель 2014 заместитель главы города-курорта Анапа, курирующий санаторно-курортную отрасль.
С мая 2014 — руководитель департамента Краснодарского края потребительской сферы и регулирования алкогольного рынка.
В августе 2017 кандидатуру Полякова утвердили на пост исполняющего обязанности главы Анапы.
Избран главой МО г.-к. Анапа 24 октября 2017 года в ходе 34-й сессии Совета муниципального образования.
21 июля 2020 года Юрий Поляков покинул пост мэра Анапы по собственному желанию.

## Награды
- Почётный работник торговли
- Почётная грамота Министерства промышленности и торговли Российской Федерации
- Почётная грамота главы администрации (губернатора) Краснодарского края
- Благодарность Президента РФ